# Jim King (basket-ball)
Pour les articles homonymes, voir James King et King.
James Leonard "Country" King (né le 7 février 1941 à Tulsa, Oklahoma) est un ancien joueur américain de basket-ball. Meneur de jeu issu de l'université de Tulsa, King fut sélectionné par les Los Angeles Lakers au deuxième tour de la draft 1963. King disputa dix saisons en NBA (1963 à 1973) avec quatre équipes: les Los Angeles Lakers, les San Francisco Warriors, les Cincinnati Royals et les Chicago Bulls. Il représenta les Warriors lors du NBA All-Star Game 1968,inscrivant un total de 4377 points en carrière.
Par la suite, il entraîna l'équipe des "Tulsa Golden Hurricane" de 1975 au milieu de la saison 1979-1980. Les Golden Hurricane ont retiré son numéro 24.